# Цено Тодоров
Цено Тодоров Динов е български художник – живописец, един от доайените на българското изобразително изкуство от първата половина на 20 век.

## Биография
Цено Тодоров е роден във Враца на 20 март 1877 г. През 1896 г. постъпва да учи в първия випуск на Държавното рисувално училище и през 1901 г. завършва специалност живопис в класа на проф. Иван Мърквичка. Следва специализация при Леон Бона в Националното училище за изящни изкуства на Академия Жулиен, в периода 1901 – 1907 г.
През 1908 г. Тодоров пътува из Египет и Палестина и рисува пейзажи, които изиграват голяма роля за формирането на течението на импресионизма в България. Картините си излага в София по-късно през същата година и това е неговата първа изложба. По време на Първата световна война рисува батална живопис в Прищина и Прилеп.
След завръщането си, през 1910 г. Цено Тодоров става преподавател в Художествено-индустриалното училище, а след преименуването му през 1921 г. в Национална художествена академия е неин директор между 1930 и 1932 г. Ученици на Тодоров са някои от най-изтъкнатите български художници: Златьо Бояджиев, Васил Стоилов, Преслав Кършовски, Васил Захариев, Никола Златев.
Членува в Дружеството на художниците в България, Съюза на южнославянските художници „Лада“ и член-основател на дружеството „Родно изкуство“.
Участва във всички общи художествени изложби, както и в представянията на българското изобразително изкуство зад граница:
- Портрет на литературоведа Боян Пенев от Цено Тодоров, 19191911, Рим – международна изложба по повод 50 години от обединението на Италия,
- 1912, Белград – четвърта южнославянска изложба
- 1916, Берлин – българска художествена изложба
- 1922, Виена и Будапеща – българска пътуваща изложба на изящни и приложни изкуства
- 1926, Прага – изложба на съвременното българско изкуство
- 1931, Ню Йорк – международна изложба
- 1940, Атина – групова българска изложба
- 1951, Москва – обща изложба на българското изкуство

През 1952 г. прави голяма съвместна изложба с Владимир Димитров - Майстора, Стефан Иванов и Андрей Николов, която става повод за излизането на две книги.
Тодоров е носител на държавното звание Народен художник, лауреат на Димитровска награда, както и почетен гражданин на град София.
Умира на 20 ноември 1953 г.

## Творчество
Цено Тодоров работи най-вече в портретния жанр, но рисува и пейзажи и натюрморти, както и вае скулптури. Характерно за стила му на рисуване са контрастът между светлини и сенки и стремежът към синтез и простота. Кредото на художника е, че „една живопис опростена е винаги живопис дълбока“.
Сред известните му творби са портретите на Пейо Яворов (1909, притежание на НХГ), Теодор Траянов (1909, СГХГ), портрет на майката на художника (1910, НХГ), на Дора Габе (1919), Боян Пенев (1919, НХГ), Димо Кьорчев (1925, НХГ), както и два негови автопортрета от 1912 и 1937 г. Рисува портрети още на актьорите Иван Попов и Сава Огнянов, на проф. Асен Златаров.
Сред пейзажите му по-известни са „Люксембургската градина“ (1904, ХГ – Враца), „Река Марна при Париж“ (1907, НХГ), цикъла пейзажи от Египет и Палестина от 1908 г., „Пейзаж от Хисаря“ (1938, ХГ – Пловдив), както и един цикъл битова живопис („Жътва“, „Пазар“, „В кръчмата“).
Платна на Тодоров са притежание на Националната художествена галерия, Софийска градска художествена галерия, много от художествените галерии в България и частни сбирки.